# Балаваристанский национальный фронт

Флаг Балаваристанского национального фронта

Балаваристанский национальный фронт (урду : بلاورستان نيشنل فرنٹ), более известный как БНФ, является политической партией Гилгит-Балтистана. Он был основан Наваз Ханом Наджи в 1989 году. Партия призывает предоставить Гилгит-Балтистану автономию до решения спора о Кашмире, вместе с тем, основным требованием БНФ является создание независимого государства Балаваристан, состоящего из Гилгита, Балтистана, Ладакха, Читрали и Кохистана.
Партию возглавляет Наваз Хан Наджи, а с 2011 года представляет её в Законодательном собрании Гилгит-Балтистана. Глава партии является единственным её членом.
Партия имеет большую поддержку в округе Гизер, откуда родом основатель БНФ Наджи.

## Идеология

### Автономия Гилгит-Балтистана
Основной целью БНФ является автономия Гилгит-Балтистана, при этом оставаясь частью Пакистана. БНФ считает, что Гилгит-Балтистан не является полноценной частью Пакистана, а имеет спорный статус. БНФ считает, что Гилгит-Балтистан должен выделятся в отдельную единицу на фоне остального Кашмира. Он также считает, что постановления Верховного суда Пакистана не должны иметь силы в Гилгит-Балтистане из-за того, что последний является оспариваемой территорией. БНФ стремится к тому, чтобы сделать Гилгит-Балтистан самоуправляемым, автономным, конституционно признанным регионом в составе Пакистана, подобно Азад Кашмиру, до Кашмирского плебисцита.

### Экономика
БНФ выразил поддержку китайско-пакистанскому экономическому коридору.

### Антиналогообложение
БНФ считает, что нельзя взимать налоги с населения Гилгит-Балтистана, так как он имеет спорный статус.

### Самоопределение
БНФ верит, что когда-нибудь народ Гилгит-Балтистана получит право на самоопределение.

## История
Национальный фронт Балаваристана был сформирован Наваз Ханом Наджи, Мохаммадом Рафиком, Шуджаатом Али и Абдул Хамид Ханом, но с тех пор распался на две партии: БНФ(N) и БНФ(H). Это произошло потому, что Абдул Хамид Хан имел гораздо более радикальные взгляды и был гораздо более ярым националистом, чем Наджи, который ограничил свои требования автономией. BNF(H) была запрещена правительством Пакистана.

## Участие на выборах
В 2011 году БНФ выставила Наваза Хана Наджи в избирательном округе GBA-19 (Гизер-I), чтобы попытаться выиграть на дополнительных выборах, которые там проводились. Он выиграл, набрав 8 299 голосов, что на 3 000 голосов больше, чем у его ближайшего конкурента Карима Ахмеда Шаха из PML (N). После своей победы Наджи сказал: «Мы участвовали в выборах в прошлом, но это наша первая победа в законодательном собрании».
Наджи вновь баллотировался на выборах в Ассамблею Гилгит-Балтистан в 2015 году, чтобы представлять свой избирательный округ, GBA-19 (Гизер-I), на этот раз как независимый политик, и выиграл выборы, набрав 5 259 голосов (26,99 % голосов), с небольшим перевесом опередил кандидата от Пакистанской мусульманской лиги Шакила Ахмеда. После победы на выборах он официально перешел на сторону «Национального фронта Балаваристана».